# Тайпакский сельский округ
Тайпакский сельский округ — административно-территориальное образование в Акжаикском районе Западно-Казахстанской области.

## Административное устройство
1. село Тайпак
2. село Томпак
3. село Шабдаржап